# Гарцунген
Гарцунген (нім. Harzungen) — селище в Німеччині, розташоване в районі Нордгаузен землі Тюрингія. Складова громади Гарцтор. До липня 2018 року мало статус громади, що була складовою частиною об'єднання громад Гонштайн/Зюдгарц.
Площа — 3,86 км2. Населення до втрати статусу громади становило 202 особи.

## Галерея

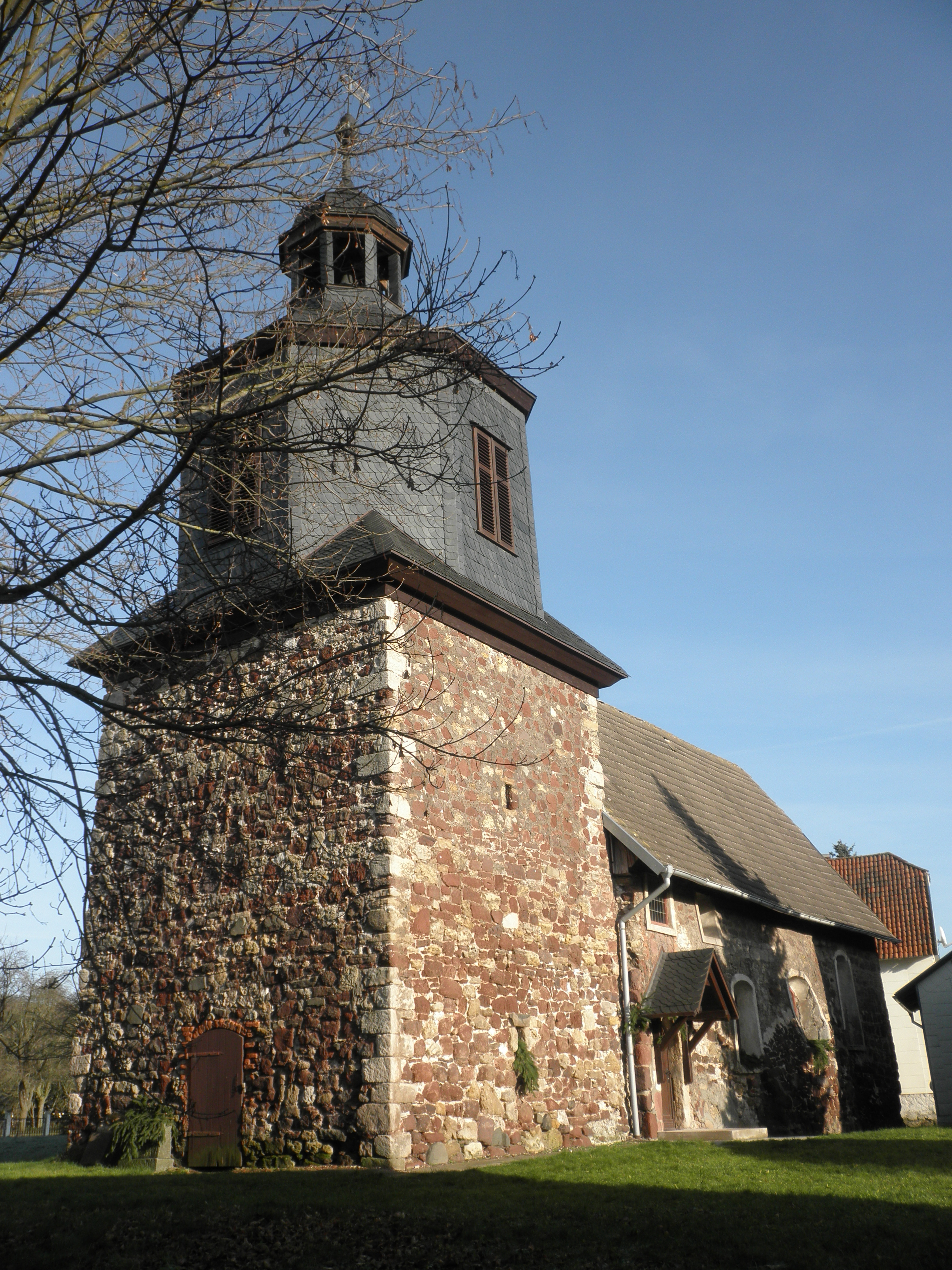